# 蓋夫蓋利亞
蓋夫蓋利亞是北馬其頓蓋夫蓋利亞市鎮内的城镇及行政中心。